# Martin de Azpilcueta
Martín de Azpilcueta Jaureguízar (Azpilicueta oder Aspilcueta) (* 13. Dezember 1492 in Barásoain, Navarra; † 21. Juni 1586 in Rom), genannt Doctor navarrus, war ein spanischer Theologe, Kirchenjurist und Ökonom. Er gehörte zur Gruppe der Theologen-Juristen der Spanischen Spätscholastik oder Schule von Salamanca. 

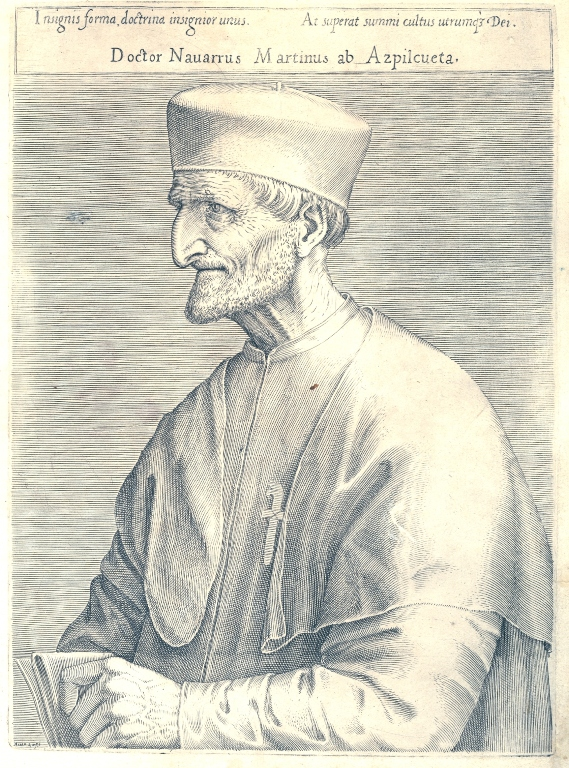
Martin de Azpilcueta

## Leben
Azpilcueta begann seine philosophischen und theologischen Studien 1509 an der Universität von Alcalá, anschließend studierte er kanonisches Recht in Toulouse und Cahors, wo er auch zu unterrichten begann. 1524 wurde er an den ersten Lehrstuhl für Kanonistik an die Universität von Salamanca berufen, den er vierzehn Jahre lang innehatte. Er war Priester und Domherr (Canonicus regularis) im Augustinerorden, von der Kongregation von Roncesvalles. 1538 folgte er dem Ruf König Johann III. von Portugal an die Universität von Coimbra. 
Durch seine Beratertätigkeit für verschiedene Tribunale der Inquisition und der Sacra Poenitentiaria wurde er schließlich Gewissensrat der Päpste Pius V., Gregor XIII. und Sixtus V. Als der Erzbischof von Toledo und Beichtvater Philipps II., Bartholomäus von Carranza, 1567 von der Inquisition wegen Häresie verfolgt wurde, übernahm Azpilcueta die Verteidigung in Valladolid und Rom, konnte sich jedoch nicht durchsetzen. Azpilcueta zog sich vom öffentlichen Leben zurück und widmete sich der Publikation seiner Werke. 
Sein Lebensstil galt als mildtätig. "… man erzehlt, daß er sich zu Rom eines Maul-Esels bedient, welcher so gewöhnt gewest, daß er von sich selbst stille gestanden, wenn ihm ein Bettler begegnet, der seinen Herrn um etwas angesprochen, und nicht eher wieder fort gegangen, bis solcher ein Allmosen gekriegt" (Jöcher I, Sp. 681).
Azpilcuetas berühmtester Schüler war der Kanonist und Humanist Diego de Covarrubias y Leyva (1512–1577), aber auch die portugiesischen Juristen Arias Pinelo, Francisco Sarmiento und Pedro de Deza (1520–1600) gehörten zu seinen Schülern.

## Bedeutung

### Wirtschaft
Durch seine Schrift Comentario Resolutorio de Cambios (1556) begründete Azpilcueta zudem die Geldmengentheorie und leistete damit einen wichtigen Beitrag zur klassischen Nationalökonomie des 18. Jahrhunderts wie Adam Smith. Seine Ansichten über die Funktionen von Geld und Zinsen, seine Analyse der unterschiedlichen Tauschtransaktionen berechtigen uns, das Werk als wichtigen Meilenstein in der Geschichte des ökonomischen Denkens anzusetzen (Grice-Hutchinson). Sein Vorschlag, Spanien müsse zur Vermehrung des eigenen Wohlstandes mehr Wertschöpfung im eigenen Land betreiben, fand in der Praxis Gehör.
Gegen die damaligen Empfehlungen der katholischen Kirche verteidigte er die Vergabe von Darlehen mit Verzinsung, da Geld als solches ein Wertgut sei, das man mit Zinsen vergüten müsse.

### Recht
Martin d'Azpilcueta formulierte in rudimentärer Form das Prinzip des Vertragskonsensismus und rief eine Bewegung ins Leben, die später von anderen Mitgliedern der Schule von Salamanca wie Leonardus Lessius oder Pedro de Oñate übernommen und entwickelt wurde. Er interessierte sich auch für die Begriffe des gerechten Preises und der Tauschgerechtigkeit, die weitere Säulen der Überlegungen der Schule von Salamanca über Verträge waren. Indem er den Begriff der laesio des römischen Rechts und das Gebot „Du sollst nicht stehlen“ weit auslegte und berücksichtigte, dass der Vertrag nicht in einer Belastung für eine der Parteien bestehen sollte, ermöglichte er derjenigen, die eine solche erleiden würde, eine Rückerstattung vor den kirchlichen Gerichten zu erhalten.
Azpilcueta kommt, mit anderen Vertretern der Schule von Salamanca, eine bedeutende Rolle bei der Vermittlung naturrechtlichen theologischen Gedankengutes an die weltliche Rechtswissenschaft zu. So hat er beispielsweise im Strafrecht den theologischen Begriff der Schuld-Strafe Alfonso de Castros aufgegriffen.

### Vertragstheorie
Martin d'Azpilcueta, der vielleicht aus der Erfahrung seines Heimatlandes Königreich Navarra stammt, das von den kastilischen Truppen brutal geschlagen wurde, ist sehr widerwillig, den Absolutismus zu akzeptieren. Wie viele andere Denker der Schule von Salamanca, beispielsweise Francisco Suarez, ist er eher Anhänger einer vertragsistischen Sicht der Monarchie, in der die von Gott ausgehende Macht der Gemeinschaft und nicht dem König zustand, von der Gemeinschaft dann aber auf den König übertragen wurde.
Zwar trennt er streng die kirchlichen und weltlichen Gewalten, das kanonische und das bürgerliche Recht, den Christen und den Bürger, räumt dem Papst jedoch die Macht ein, im zeitlichen Bereich einzugreifen, wenn geistige Interessen auf dem Spiel stehen, zum Beispiel im Falle einer Verletzung des Prinzips der Tauschgerechtigkeit in Vertragsangelegenheiten. Damit nimmt er den Begriff der „potestas indirecta in temporibus“ vorweg, der später von Robert Bellarmin verteidigt wurde.

## Schriften

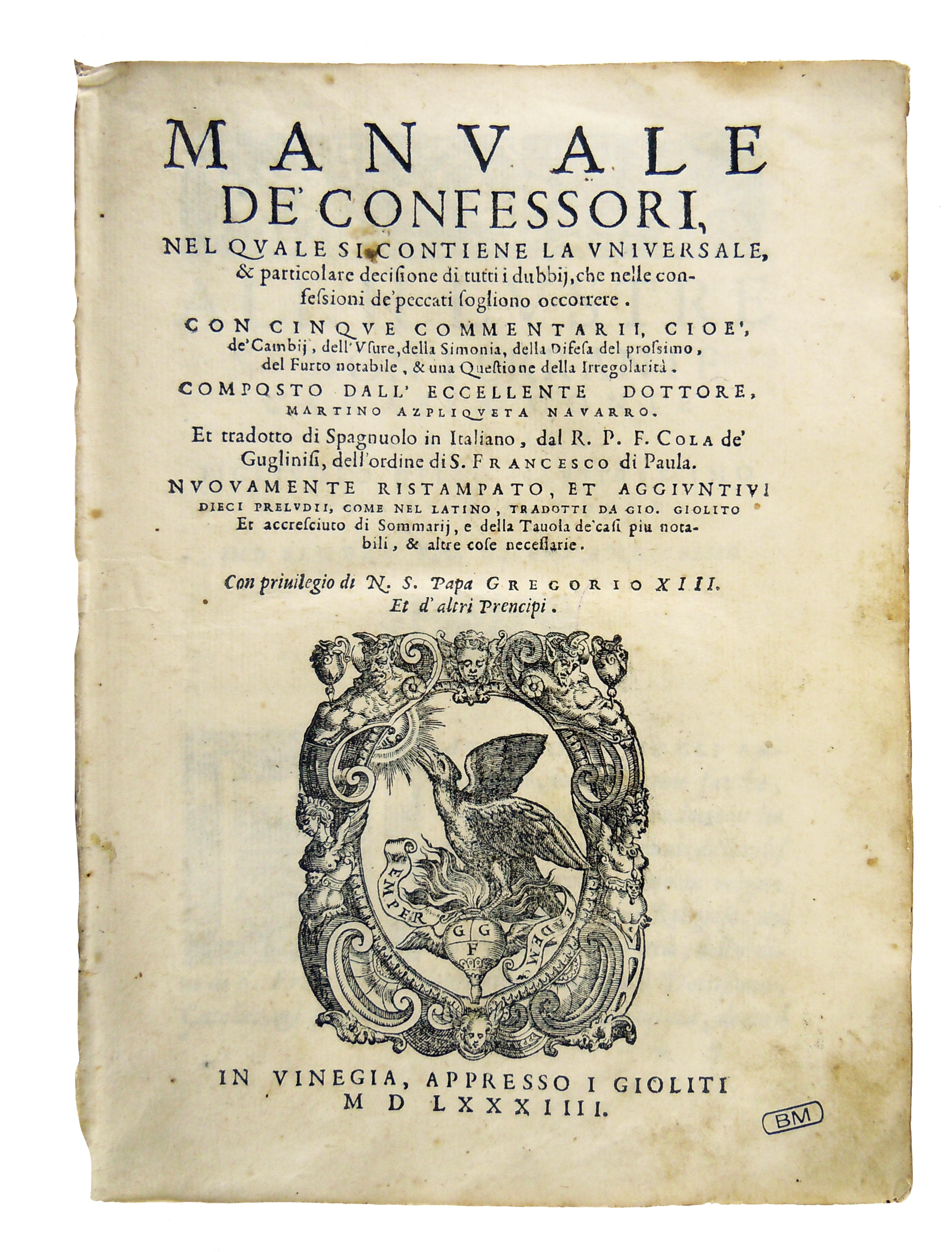
Manuale de' confessori, 1584 (Milano, Fondazione Mansutti)

- Consiliorum seu responsorum libri V. Diese Gutachtensammlung spiegelt Azpilcuetas enorme Bedeutung in der Praxis der kirchlichen Gerichte wider.
- Manual de Confesores y Penitentes oder Enchiridion sive manuale confessariorum, & poenitentium. Dieses Beichthandbuch, das 1553 zuerst in spanischer Sprache erschien und 1569 durch Additiones ergänzt wurde, dürfte als Azpilcuetas Hauptwerk gelten.
- De Usura et Simonía (Über Wucher und Ämterkauf), 1569.
- Comentario Resolutorio de Cambios (1556). Bedeutendes Werk für die Nationalökonomie.
- Kommentare zum kirchlichen Strafrecht: De lege poenali fragmentum - Commentarius in septem distinctiones de poenitentia.- De furto notabili, et de homicidio casuali. - De simonia mentali. - De necessitate defendendi proximum ab injuria - Commentarius de finibus humanorum actionum.
- Kommentare zum kanonischen Erb- und Familienrecht: Commentarius in c. inter verba, 11.q 3. - De regularibus commentarii. - Commentarius de alienatione rerum Ecclesiasticarum in princip. & glos. summa.- Commentarius de spoliis clericorum super c. non liceat Papa, ead. cau.- Commentarius resolutivus de usuris. - Commentarius de reditibus beneficiorum ecclesasticorum, una cum propugnaculo apologiae eiusdem libri. super c. quoniam quicquid.- Commentarius in c. humanae aures 22 q 5. - Relectiones de rescriptis. - Commentarius in rubrucam de iudiciis & relectio in iisdem. - Relectio de restititutione spoliatorum. - Relectio in cap. ita quorundam de Iudaeis. - Commentarius de datis & promissis pro iustitia vel gratia obtinendis. - De incompatibilitate beneficiorum. - De eleemosyna.
- Schriften über den Gottesdienst: Commentarius de oratione, horis canonicis, atque diis divinis officiis. - Miscellanea de oratione, praesertim Rosario beatae Mariae. - Commentarius de silentio in divinis officiis. - Commentarius de anno Jubilaeo et indulgentiis omnibus
- De musica et cantu figurato. Musiktheoretische Schrift.

Azpilcuetas Werke erschienen nach seinem Tode in Gesamtausgaben in Rom, Lyon und in Venedig (1598).